# Poligalatturonasi
La poligalatturonasi è un enzima (numero EC 3.2.1.15) appartenente alla classe delle glicosilasi, che catalizza la seguente reazione di idrolisi:
Acido poligalatturonico + H2O ⇄ Acido poligalatturonico (accorciato) + Acidi galatturonici
Questo enzima svolge un ruolo essenziale nel processo di maturazione della frutta. Durante la maturazione le protopectine vengono degradate ad acidi pectici, per azione della pectinesterasi. Successivamente gli acidi pectici, che sono polimeri dell'acido galatturonico, vengono idrolizzati e resi solubili ad opera della poligalatturonasi, con conseguente rammollimento della polpa.